# Johann Friedrich Julius Topp
Johann Friedrich Julius Topp (* 29. Juli 1735 oder (wohl fälschlich) 1738 in Celle; † 30. März 1784 in Wolfenbüttel) war ein deutscher Arzt und Schriftsteller. Er war Hausarzt und Freund Gotthold Ephraim Lessings.

## Leben
Johann Friedrich Julius Topp wurde 1735 als Sohn des Juristen Johann Konrad Sigismund Topp und dessen zweiter Ehefrau Regina Charlotte, geborene von Vieth (1714–1786), in Celle geboren. Er studierte ab 1750 Medizin an der Universität Helmstedt, wo sein Vater ab 1748 als Professor der Rechte lehrte. Topp wurde 1758 bei Johann Gottlob Krüger promoviert. Im Jahr 1759 wurde er in die Matrikel der Braunschweiger Ärzte aufgenommen und 1762 zum zweiten Garnisonsmedicus ernannt. Ab 1761 lehrte er auch als Professor der Physiologie und Pathologie am Anatomisch-Chirurgischen Institut in Braunschweig. Topp wurde 1772 Stadt- und Landphysicus sowie Garnisonsmedicus in Wolfenbüttel.
Zu Topps Wolfenbütteler Patienten gehörte Gotthold Ephraim Lessing, der Topp in den Rollen des Hausarztes und Freundes auch gegenüber seiner späteren Ehefrau Eva König erwähnte, die 1776 Patin von Topps Sohn Ephraim wurde. Im Dezember 1777 übernahm Topp die Patenschaft für Lessings Sohn Traugott, der kurz nach der Geburt starb. Eva Lessing, die von Topp behandelt wurde, starb kurz darauf, am 10. Januar 1778, am Kindbettfieber, eine Folge der Zangengeburt.
Topp war zweimal verheiratet. Der ersten Ehe mit Christiane, geborene Kahle († 1773), entstammten fünf Kinder, der zweiten Ehe mit Ernestine Charlotte Eleonore, geborene Schmidt († 1820), aus Hannover entstammten sechs Kinder. Von den insgesamt elf Kindern überlebten den Vater nur vier. Topp starb im März 1784 im Alter von 48 Jahren in Wolfenbüttel an der Wassersucht.
Er war Verfasser medizinischer und literarischer Beiträge für die Braunschweigischen Anzeigen. In der Ausgabe vom September 1767 wird über die von ihm selbst erstmals in Braunschweig durchgeführte Pockeninokulation berichtet. Er verfasste Gedichte, darunter eines auf Lessings Tod 1781, und Theaterstücke. Ein Bild seiner Persönlichkeit geben die 34 Briefe an seine jüngere Schwester Hedwig Christine Charlotte (1737–1816), seit 1756 Ehefrau des Theologen Johann Benedikt Carpzov IV. Hier verspottete er Kollegen, aber auch sein eigenes Erscheinungsbild, das von einem Buckel bestimmt war. Kurz vor seinem Tod beschrieb er seinen Körper als „morsches Gebäude, sein gefangenes Herz und Lunge.“

## Schriften (Auswahl)
- Still! Ein Lustspiel von einem Aufzuge. Braunschweig 1769.
- Die Erwartung. Ein Lustspiel von vier Aufzügen. 1770.